# Margrethe Schmeer
Margrethe Schmeer (* 29. Mai 1950 in Eschweiler) ist eine deutsche Kommunalpolitikerin (CDU) und war von 2009 bis 2020 Bürgermeisterin der Stadt Aachen. Am 31. Januar 2024 ist Schmeer erneut zur Bürgermeisterin der Stadt Aachen durch den Rat gewählt worden.

## Leben
Nach ihrem Abitur am St. Ursula-Gymnasium in Aachen studierte Schmeer an den Universitäten in Freiburg/Breisgau, Bonn und Montpellier die Fächer Romanistik und Geschichte. Sie schloss diese Studiengänge 1974 mit ihrem Staatsexamen ab und promovierte 1979 in Bonn.
Bereits zuvor war sie ab 1976 als Lektorin und Assistentin am Lehrstuhl für angewandte Sprachen und Germanistik an der Université de Toulouse II–Le Mirail übernommen worden, wo sie bis 1988 tätig war. Im Anschluss daran wirkte sie als Dozentin für Verwaltungsfranzösisch an der Ausbildungsstätte des Auswärtigen Amtes in Bonn. Schließlich kehrte sie 1994 wieder nach Aachen zurück, wo sie als Dozentin im Fachbereich Wirtschaft der Fachhochschule Aachen im Integrierten deutsch-französischen Studiengang (IDFW) und im Europäischen Studiengang (EWS) tätig wurde.
Bei ihrem Umzug nach Aachen 1994 trat Margrethe Schmeer in die CDU ein und engagierte sich vor allem als Bürgerin und Sprecherin im Kulturausschuss. Im Jahr 2002 rückte sie als Ratsfrau in den Rat der Stadt Aachen ein und wurde bei den Kommunalwahlen 2004 und 2009 erneut in den Rat gewählt. In diesem Zeitraum übernahm sie den Vorsitz im Betriebsausschuss Kultur und wurde Sprecherin im Betriebsausschuss für Theater und Volkshochschule sowie Mitglied im Finanzausschuss, Mitglied des Regio-Rates und des Fachausschuss Kultur der Regio Aachen. Darüber hinaus wurde Margrethe Schmeer im Rahmen der Kommunalwahlen 2009 und 2014 neben Björn Jansen und Hilde Scheidt zu einem der drei Bürgermeister der Stadt Aachen gewählt. Seitdem lässt sie ihre Dozentenstelle bei der FH Aachen ruhen. Als Nachfolgerin des bisherigen stellvertretenden Bürgermeisters Holger Brantin, der sich im Dezember 2023 aus gesundheitlichen Gründen aus der Politik zurückgezogen hatte, wurde Schmeer zum 31. Januar 2024 für die Restlaufzeit der Legislaturperiode erneut zur Bürgermeisterin der Stadt Aachen gewählt.

## Mitgliedschaften
Neben ihren amtlichen Verpflichtungen gehört Margrethe Schmeer seit 2014 der Verbandsversammlung des Zweckverbandes Region Aachen an. Außerdem ist sie eine von vier Vertreten der Aachener Rastfraktionen im Direktorium der Gesellschaft für die Verleihung des Internationalen Karlspreises zu Aachen e. V.
Darüber hinaus engagiert sie sich auf vielfältige Art und Weise in zahlreichen kulturellen Institutionen, so unter anderem im Deutsch-Französischen Kulturinstitut Aachen, im Neuen Aachener Kunstverein, im Museumsverein Aachen, im Internationalen Zeitungsmuseum und auch in mehreren Fördervereinen sowohl der Kunst und Kultur als auch des sozialpädiatrischem Zentrums Aachen und der Lebenshilfe Deutschland, Abteilung Aachen.

## Publikation
- Der historische Roman im Frankreich der Julimonarchie : e. Unters. anhand von Werken d. Autoren Frédéric Soulié u. Eugène Sue / Margrethe Tanguy Baum, Lang, Frankfurt a. M. 1981, ISBN 978-3-8204-6175-6. Zugl.: Bonn, Univ., Philos. Fak., Diss., 1979
- StromAufwärts. Hans-Dieter Harig und E.ON Energie, Gabler, Wiesbaden 2002, ISBN 978-3-409-11936-8